# Purpuricenus kaehleri
Purpuricenus kaehleri es una especie de escarabajo longicornio del género Purpuricenus, tribu Trachyderini, familia Cerambycidae. Fue descrita científicamente por Linné en 1758.
Se distribuye por Albania, Alemania, Armenia, Austria, Bélgica, Bielorrusia, Bosnia y Herzegovina, Bulgaria, Croacia, España, Francia, Grecia, Hungría, Irán, Italia, Macedonia, Polonia, Portugal, Rumania, Rusia europea, Eslovaquia, Eslovenia, Suiza, República Checa, Turquía, Ucrania y Yugoslavia. Mide 9-23 milímetros de longitud. El período de vuelo ocurre en los meses de mayo, junio, julio y agosto.